# مارسيلو جونز
مارسيلو جونز (بالإنجليزية: Marcellus Jones)‏ هو عسكري أمريكي، ولد في 5 يونيو 1830، وتوفي في 9 أكتوبر 1900.